# Antonio Amendola (politico)
Antonio Amendola (Roma, 28 febbraio 1916 – 20 ottobre 1953) è stato un politico italiano, figlio di Giovanni Amendola e fratello di Giorgio e Pietro Amendola.

## Biografia

### L'infanzia e gli anni giovanili
Antonio Amendola nasce a Roma nel 1916 da Giovanni Amendola ed Eva Kühn. La coppia ha già due figli, Giorgio, nato nel 1907, futuro esponente politico del PCI ed Adelaide, nata nel 1910, e nel 1918 nascerà l'ultimo fratello, Pietro, anch'egli destinato ad intraprendere la carriera politica.
La situazione familiare è sin da subito molto complessa: la madre è spesso ricoverata in cliniche psichiatriche mentre il padre, leader liberale e convinto antifascista, subisce il 21 luglio 1925 una violenta aggressione a Montecatini e muore a Cannes meno di un anno dopo, nell'aprile del 1926. I figli, che già da tempo vivevano sotto le cure del maggiordomo di famiglia, Giuseppe Pietrangeli, e di sua moglie Amalia, ricevono l'aiuto di un gruppo di amici del padre, tra i quali Benedetto Croce, Luigi Albertini, Alfredo Frassati e Alessandro Casati, e si trasferiscono a Napoli, dove vengono affidati allo zio paterno, Salvatore.
Alfredo Frassati e sua moglie Adelaide si offrono di prendersi cura di Antonio, per garantirgli la possibilità di studiare. A soli dieci anni, Antonio si sposta così a Torino, dove frequenta un collegio salesiano, viene accolto dai coniugi Frassati e torna a Napoli solo in concomitanza di più lunghi periodi di vacanza: il distacco dai fratelli, la fine di un periodo che, per quanto segnato da vicende familiari tragiche, era stato caratterizzato da una libertà inconsueta per i giovani del tempo, e il trasferimento in una città sconosciuta sono per Antonio fonte di grande sofferenza. Antonio mal sopporta il rigore e l'inquadramento imposti dal collegio salesiano e, pur portando avanti con buoni risultati lo studio, viene espulso dall'istituto per cattiva condotta. Torna a Napoli, dove conclude il Liceo e si ricongiunge alla famiglia.

### L'università e l'inizio dell'attività politica
Dopo l'ottenimento del diploma, Antonio si iscrive alla facoltà di Lettere e Filosofia. Inizia a frequentare gli intellettuali che erano stati amici di suo padre, tra cui Croce, e si avvicina all'ambiente comunista, entrando in contatto con intellettuali e operai che orbitano intorno a una cellula clandestina del Partito. Frequenta, anche, la Libreria del '900, centro di aggregazione di intellettuali come Paolo Ricci, Carlo Bernari e Alfonso Gatto.  Nel l'agosto1935 viene arrestato dopo che la polizia intercetta una lettera in cui chiede a suo fratello Pietro di ritirare una lettera a lui destinata all'indirizzo di Luigi Baroni, suo amico qualificato come comunista; tuttavia, riesce presto a liberarsi dalle accuse convincendo gli inquirenti di dover ricevere da Parigi gli atti del Congresso internazionale degli scrittori che si era tenuto a giugno.

### La partecipazione al Movimento Antifascista Romano
L'esperienza clandestina napoletana, tuttavia, si rivela per Antonio deludente e soffocante. La famiglia Amendola si trasferisce nuovamente a Roma, dove Antonio prosegue gli studi in un ambiente intellettuale più vivo. In breve tempo, insieme a suo fratello Pietro, intesse i rapporti che portano alla costituzione del movimento studentesco antifascista romano: ne fanno parte, tra gli altri, Paolo Bufalini, Lucio Lombardo Radice, Aldo Sanna e Bruno Sanguinetti. All'interno del gruppo, proprio per via della loro storia familiare, i fratelli Amendola ricoprono quasi un ruolo di guida.
Antonio, tuttavia, amplia ulteriormente le proprie frequentazioni intorno agli ambienti della Facoltà di Lettere, dove prosegue gli studi. Qui, insieme a Vindice Cavallera, decide di partecipare ai littorali della cultura con l'obiettivo di individuare studenti interessati alla propaganda antifascista. Pur non essendo iscritto ai GUF, Antonio partecipa ai Littoriali dell'Arte e della Cultura del 1935 e, ottenendo il primo posto, conquista il titolo di littore alle gare nazionali con un intervento su La Voce. La partecipazione e la conseguente vittoria di Antonio vengono accolte con sdegno sia dai fratelli Giorgio (in quel periodo in carcere a Poggioreale) e Pietro, sia dagli antifascisti della prima generazione, memori di ciò che l'antifascismo ha rappresentato per la famiglia Amendola. Tuttavia, un intervento di Antonio sul quindicinale di Partito Gioventù Fascista, lascia intendere che i littorali, invece che strumento di propaganda, sono in realtà un'occasione d'incontro e di confronto tra giovani provenienti da tutta Italia che contribuiscono alla maturazione politica e allo sviluppo in essi di senso critico. Per Antonio, i Littoriali si rivelano l'occasione più adatta per entrare in contatto con giovani provenienti da altre zone d'Italia e a individuare coloro che avrebbero potuto mostrare sentimenti antifascisti. Proprio dall'ambiente dei Littoriali la rete di frequentazioni di tendenza antifascista si amplia. A Roma Antonio stringe amicizia con Pietro Ingrao, che nel 1934 aveva gareggiato nella categoria Poesia ai Littoriali dell'Arte e della Cultura di Firenze. Nel 1937, invece, Antonio si reca a Napoli non per partecipare ai Littoriali ma per conoscere giovani con sensibilità antifascista: incontra, tra gli altri, Mario Alicata, Renato Guttuso, Antonello Trombadori, Giorgio Bassani, con i quali fa una gita a Capri, nei giorni successivi alla manifestazione, che verrà ricorderà come un «convegno antifascista».
Nel 1937 Antonio Amendola si laurea con una tesi dal titolo Il governo della Destra (relatore è il Prof. Francesco Ercole, già ministro dell'educazione nazionale dal 1932 al 1935), che ha l'obiettivo di studiare le origini e la formazione della nazione al di fuori della retorica nazionalista e filosabauda. L'anno successivo, il 29 agosto 1938, poco prima dell'approvazione delle Leggi Razziali sposa Maria Luce Liuzzi, di origine ebraica, figlia del musicologo Fernando Liuzzi e studentessa di archeologia. Il 21 marzo 1940 nasce la loro prima e unica figlia, Eva Paola.
In questi anni, l'attività del gruppo antifascista romano si intensifica, le posizioni contro il Regime sono sempre più nette e in molti aderiscono al Partito Comunista. Quando il gruppo inizia ad essere colpito dai primi arresti, le attività vengono necessariamente riorganizzate. In molti, Amendola compreso, si dedicano ad attività di tipo culturale: Antonio Amendola collabora con II Meridiano di Roma inserendosi nel dibattito sulla critica letteraria contemporanea. L'idea che anima Amendola e i suoi compagni è quella di un'arte che sia politicamente impegnata e vicina alle esigenze del popolo. Sottolinea Vittoria che Antonio Amendola ricopriva, in quest'ambiente intellettuale di inclinazione antifascista, un ruolo di educatore, trasmettendo le proprie idee ed incitando all'azione: ciò si apprende da varie testimonianze, come quella di Mario Alicata e di Giuseppe De Santis.
L'attività degli antifascisti romani conosce un secondo momento di difficoltà in seguito ai numerosi arresti che colpiscono il gruppo nell'autunno del 1941: vengono arrestate circa quaranta persone, inclusi alcuni esponenti vicini ad Amendola come Paolo Bufalini e  Antonello Trombadori, ma trattandosi per lo più di giovani appartenenti alla buona borghesia romana, essi sono in gran parte prosciolti. L'azione antifascista assume, a questo punto, caratteri puramente cospirativi, ma la rete di opposizione continua ad espandersi, con nuovi collegamenti tra gruppi di diverso orientamento politico.

### La malattia e il ricovero
L'attività politica di Amendola si riduce a partire dalla fine del 1940, quando egli si trasferisce a Milano, dove lavora alla Banca Commerciale sotto la direzione di Ugo La Malfa. Nell'arco di pochi mesi, tuttavia, egli rientra a Roma in seguito al manifestarsi di segni di squilibrio e depressione. La malattia si aggrava rapidamente e la sua condizione di instabilità psichica fa sì che egli debba essere escluso dalla direzione delle attività politiche, ruolo che imponeva estrema lucidità e prudenza; tutto il gruppo è costretto a riorganizzarsi.
Dopo l'8 settembre 1943, i fratelli Giorgio, Pietro e Antonio Amendola hanno modo di riunirsi per l'ultima volta. In quest'occasione, Antonio annuncia di voler essere ricoverato nella stessa struttura dove era stata in cura sua madre. Ricoverato all'Ospedale Psichiatrico di Santa Maria della Pietà, muore il 20 ottobre 1953, all'età di 37 anni. La moglie Lucetta, insieme alla figlia Paola Eva, durante l'occupazione tedesca, il 24 febbraio 1944, oltrepassa il confine e si rifugia in Svizzera con sua madre, Paola Forti, e suo fratello Franco: le due torneranno in Italia solo al termine del Secondo Conflitto Mondiale.